# Radio Eme
Radio Eme es una radioemisora argentina que inició transmisiones durante el mes de octubre de 2010. Posee sus estudios centrales en la ciudad de Santa Fe que transmite en la frecuencia de 96.3 MHz. Posee además repetidoras en diferentes ciudades del centro, norte, y sur de la provincia. Pertenece a la Mutual Maestra (Asociación Mutual del Magisterio de Santa Fe).

## Emisoras Integrantes
- FM 97.5 MHz. Ceres
- FM 106.7 MHz. Las Rosas
- FM 96.3 MHz. Santa Fe (Cabecera de la red)
- FM 95.9 MHz. Esperanza
- FM 96.9 MHz. Rafaela
- FM 93.3 MHz. Reconquista
- FM 94.3 MHz. San Cristóbal
- FM 102.3 MHz. San Javier
- FM 90.3 MHz. San Jorge
- FM 103.1 MHz. San Justo
- FM 94.9 MHz. Sunchales
- FM 98.1 MHz. Tostado
- FM 101.3 MHz. Vera
- FM 97.7 MHz. Villa Ocampo